# Intendencia de Arequipa
La intendencia de Arequipa fue una de las divisiones administrativas de la Corona española en el Virreinato del Perú. El gobernador intendente de Arequipa tenía competencia en las materias de justicia (subordinado a la Real Audiencia de Lima), hacienda (asuntos fiscales y de gastos públicos, subordinado a virrey del Perú), guerra (subordinado al virrey) y policía (fomento de la economía). Eclesiásticamente la provincia formaba parte del Obispado de Arequipa, sufráneo del Arzobispado de Lima. Fue creada en 1784 y subsistió hasta 1824, año en que desapareció el Virreinato del Perú y pasó a constituir el departamento de Arequipa dentro de la República del Perú. Parte de su territorio hoy forma parte de Chile.
Su territorio se correspondía con el del obispado de Arequipa y estaba subdividida en los partidos o subdelegaciones de: Arequipa, Arica, Moquegua, Camaná, Collaguas o Cailloma, Condesuyos de Arequipa, Tarapacá e Iquique-Pisagua. Los subdelegados partidarios tenían las mismas atribuciones que el gobernador intendente dentro de su jurisdicción.

## Historia
El territorio de la intendencia de Arequipa quedaba íntegramente incluido dentro de la jurisdicción de la Real Audiencia de Lima, sin embargo, en la Ley XV de la Recopilación de Leyes de Indias de 1680, se establece: (Que el Corregidor de Arica, aunque sea del distrito de la Audiencia de Lima, cumpla los mandamientos de la de los Charcas) del mismo libro y título, se establece una dependencia especial para el Corregimiento de Arica:

Mandamos, que sin embargo de que la Ciudad y Puerto de Arica sea y esté en el distrito de la Real Audiencia de los Reyes, el Corregidor, que es, ó fuere de ella, cumpla los mandamientos de la Real Audiencia de los Charcas, y reciva y encamine, como se le ordenare, las personas que enviare desterradas. Y ordenamos á nuestra Audiencia de los Charcas, que no cumpliendo el Corregidor lo sobredicho, haga justicia.

La ciudad de Arequipa fue fundada por Garcí Manuel de Carbajal el 15 de agosto de 1540 como Villa de la Asunción del Valle Hermoso, por orden de Francisco Pizarro y trasladada posteriormente al valle de Quilca.
El 20 de julio de 1609 fue creado el Obispado de Arequipa, separándolo del obispado del Cuzco.
La intendencia fue establecida en 1784 durante el gobierno del virrey Teodoro de Croix, en base al obispado de Arequipa, en cuyo territorio, al momento de la creación de la intendencia, estaban los corregimientos de: Arequipa, Arica, Moquegua, Camaná, Collaguas o Cailloma, Condesuyos de Arequipa y Tarapacá.
El sistema de intendencias fue establecido en el Virreinato del Perú mediante la orden real de 5 de agosto de 1783, siendo aplicada la Real Ordenanza de Intendentes del 28 de enero de 1782. El primer intendente de Arequipa fue el director general de Aduanas José Menéndez Escalada, quien asumió en 1784, nombrado por el virrey Teodoro de Croix a propuesta del visitador general Jorge Escobedo y Alarcón y aprobado por el rey el 24 de enero de 1785.
El 20 de junio de 1811 Francisco Antonio de Zela, tomó los cuarteles realistas de Tacna como Comandante Militar de la Unión Americana, nombrando al curaca Toribio Ara, jefe de la división de caballería. La rebelión fue desmantelada luego de conocerse la derrota de los patriotas argentinos en la batalla de Huaqui del 20 de junio de 1811, siendo tomado preso Zela por las tropas realistas enviadas desde Arica al mando del sargento mayor Rafael Gavino de Barrio, el 23 de junio y desterrado al penal de San Lorenzo de Changres en Panamá.
El 3 de octubre de 1813 estalló una nueva rebelión en Tacna, en donde el emisario de Manuel Belgrano, el tacneño Juan Paillardelli coordinó el alzamiento de Enrique Paillardelli (nacido en Buenos Aires) y del alcalde de Tacna Pedro Calderón de la Barca y Lois. Fueron derrotados en la batalla de Camiara el 31 de octubre de 1813, donde el coronel realista José García de Santiago y Capón, enviado desde Arequipa, derrotó a los independentistas que huyeron al Alto Perú, mientras que Tacna era tomada por fuerzas realistas de Arica.
El 2 de agosto de 1814 estalló en el Cuzco una revolución comandada por los hermanos José, Vicente y Mariano Angulo, quienes instalaron una Junta de Gobierno integrada por Mateo Pumacahua, el teniente coronel Juan Moscoso y el coronel Domingo Astete. La Junta envió tres divisiones dirigidas a Huamanga, Arequipa y La Paz. La expedición hacia Arequipa estaba al mando de Mateo Pumacahua y de Vicente Angulo, su intención era dominar esa ciudad y la precordillera hasta Tarapacá para cortar las comunicaciones realistas con los puertos de Quilca, Ilo y Arica. El 12 de noviembre de 1814 lograron tomar la ciudad de Arequipa y lograron la adhesión en Locumba de los hermanos Rospigliosi y de Juan Castañon, en Tacna de Gómez y Vergara y en el Tamarugal y Tarapacá adhirieron José Choquehuanca y Antonio Peñaranda. El 9 de diciembre de 1814 el teniente general realista Juan Ramírez de Orozco recuperó Arequipa, mientras que Peñaranda y Choquehuanca resisten hasta febrero de 1816.
El 23 de noviembre de 1817, el corsario al servicio del gobierno revolucionario de Chile, William MacKay capturó por sorpresa a la fragata realista Minerva en el puerto de Arica.
El 12 de mayo de 1821 desembarcó en Tacna parte del ejército patriota al mando de Guillermo Miller, como parte de una expedición al mando de Lord Cochrane enviada por San Martín. Dos regimientos realistas se les unen denominándose la fuerza de 120 voluntarios como "Batallón de Independientes de Tacna". El 13 de mayo otro desembarco se produjo en Arica al mando de Miguel Estanislao Soler, produciéndose el saqueo de la ciudad que permaneció casi desierta por varios años debido a la huida de la población. El general realista Juan Ramírez de Orozco envió columnas desde Puno, Arequipa y La Paz para expulsar a los independentistas, siendo derrotado en el combate de Mirave el coronel realista José Santos La Hera el 22 de mayo por Miller, quien el 24 de mayo logró capturar Moquegua y el día 26 dispersó completamente a las fuerzas de La Hera en el Combate de La Calera. Tras el armisticio Punchauca del 2 de junio, entre el virrey de la Serna y San Martín, que regía hasta el 30 de junio de 1821, La Hera capturó Moquegua y reanudó operaciones el 15 de junio, entrando en Tacna el 20 de junio y en Arica el 22, en donde se embarcaron las tropas de Miller poniendo fin a la expedición. 
En 1821 fue proclamada la independencia del Perú, aunque el territorio de la intendencia permanece en manos realistas.
El 3 de diciembre de 1822 como parte de la Campaña de los Puertos Intermedios, las fuerzas independentistas al mando del almirante Martín Gregorio Guisé y del general Rudecindo Alvarado, desembarcan en Arica 4.300 hombres y 10 piezas de artillería, entrando Alvarado el 23 de diciembre en Tacna y en enero de 1823 en Moquegua. El 19 de enero los realistas al mando de Jerónimo Valdés logran derrotar a los independentistas en el combate de Torata y dos días después los derrotan completamente en Moquegua finalizando la expedición con la pérdida de Arica y de Tacna y el embarque de los dispersos en el puerto de Ilo.
El 13 de junio de 1823 desembarcaron en Arica fuerzas peruanas al mando de los generales Agustín Gamarra y Andrés de Santa Cruz en la Segunda Campaña de los Puertos Intermedios, compuestas por un contingente al mando del coronel Carlos Sabálburu, quien hizo frente a la montonera realista organizada por Julio Butrón y Antonio Pérez, despejando el terreno para que el día 17 desembarque el grueso del ejército con 4500 soldados. En agosto las tropas comenzaron a movilizarse rumbo al Alto Perú en dos columnas, una al mando de Santa Cruz y otra de Gamarra. El 8 de agosto Santa Cruz ocupó La Paz y Gamarra entró en Oruro. Santa Cruz obtuvo el triunfo de Zepita el 25 de agosto de 1823, pero luego sus tropas se dispersaron en Ayo Ayo el 17 de septiembre retirándose hasta Moquegua, a donde llegó el 24 de septiembre y embarcó por el puerto de Ilo. Sucre que había ocupado Arequipa, abandonó la ciudad. El resto de las fuerzas independentistas embarcó en Arica el 4 de octubre de 1823. El 26 de octubre arribó a Arica la expedición auxiliadora chilena al mando del coronel José María Benavente, pero ante el avance realista abandonó esa ciudad el 17 de noviembre, retomando los realistas el control de la intendencia.
El 9 de diciembre de 1824 las tropas realistas son derrotadas en la batalla de Ayacucho, capitulando el virrey La Serna, pero la Real Audiencia del Cuzco desconoce esa capitulación y nombra a Pío Tristán, quien se hallaba en Arequipa, como virrey del Perú el 24 de diciembre de 1824, pero éste renuncia.
El 12 de enero de 1825 asume como prefecto y de comandante general de armas del departamento de Arequipa el general argentino Francisco de Paula Otero designado por Simón Bolívar, poniendo fin a la Intendencia de Arequipa. 
Luego de dicho fin muchas de las partes de la ciudad arequipeña cambiaron de nombre ya que estas llevaban nombres de procedencia virreinal y  esta cambio rotundamente, una ciudad llena de historia fue segada por el "gobierno de entonces" y así enterrando realidades de asignaturas y nombres reales que hoy en día  es algo poco común hallar en libro u otros(1815)

## Intendentes
- José Menéndez Escalada (1784-1785)
- Antonio Álvarez Jiménez (1785-1796)
- Bartolomé María de Salamanca (1796-1811)
- José Gabriel Moscoso (1811-1815)
- Juan Bautista de Lavalle (1817-1825)

## Partidos
Las siete intendencias originales del virreinato peruano se dividieron en 55 partidos, los cuales comprendían 483 doctrinas o parroquias y 977 anexos. La distribución por intendencia era la siguiente: Lima 9 partidos, Trujillo 7, Arequipa 8, Tarma 9, Huancavelica 4, Huamanga 7 y Cuzco 11.
La Intendencia de Arequipa comprendía los partidos: Arequipa (con 11 doctrinas); Cailloma o Callaguas (16 doctrinas); Condesuyos (9 doctrinas); Camaná (7 doctrinas); Moquegua (6 doctrinas), Arica (7 doctrinas); Tarapacá (4 doctrinas) e Iquique-Pisagua (4 doctrinas). En total 64 doctrinas o parroquias que dependían del Obispado de Arequipa. Las seis doctrinas o parroquias de Moquegua eran: Santa Catalina o Moquegua, Ilo, Torata, Carumas, Omate y Puquina.
Así, la Provincia de Arequipa se dividía en:
| Partido    | Cabecera                                                              |
| ---------- | --------------------------------------------------------------------- |
| Arequipa   | Ciudad de la Asunción de Nuestra Señora del Valle Hermoso de Arequipa |
| Cailloma   | Caylloma                                                              |
| Condesuyos | Chuquibamba                                                           |
| Camaná     | Villa de San Miguel de Ribera                                         |
| Moquegua   | Villa de Santa Catalina de Guadalcázar del Valle de Moquegua          |
| Arica      | Ciudad de San Marcos de Arica                                         |
| Tarapacá   | Villa de San Lorenzo de Tarapacá                                      |